# Annan (plaats)
Annan is een voormalige koninklijke burgh in het bestuurlijke gebied Dumfries and Galloway, Schotland. Annan telt 8389 inwoners.
De gebouwen in de plaats zijn voornamelijk opgetrokken uit rode zandsteen.
Annan ligt aan de rivier Annan op ongeveer 3 kilometer van de monding in zee en 20 kilometer van Dumfries.

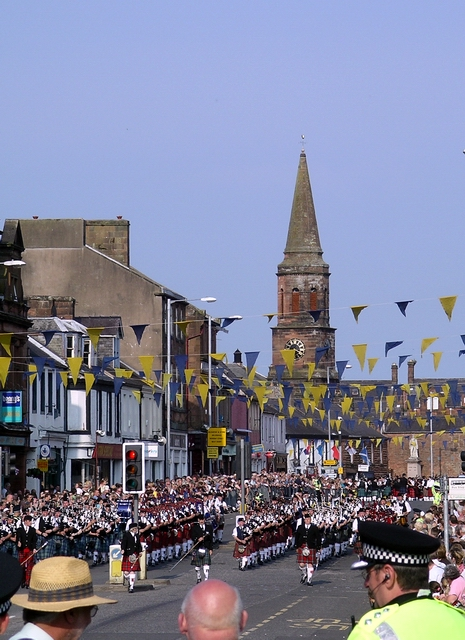
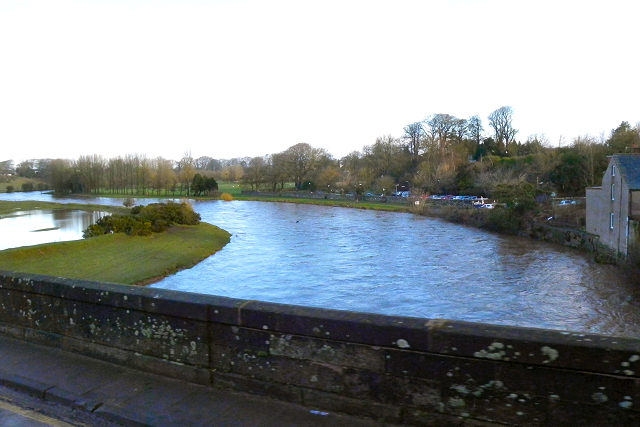
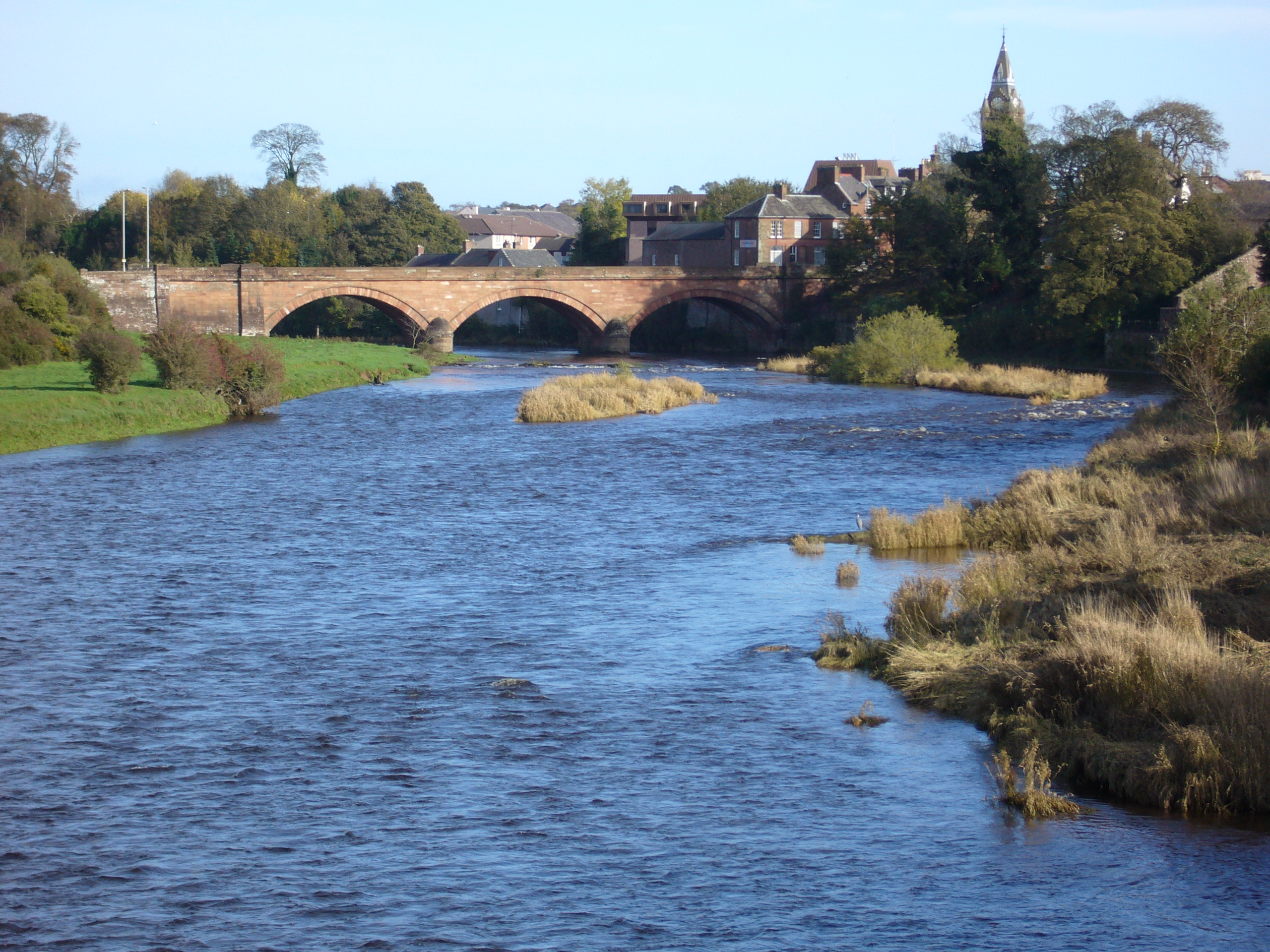
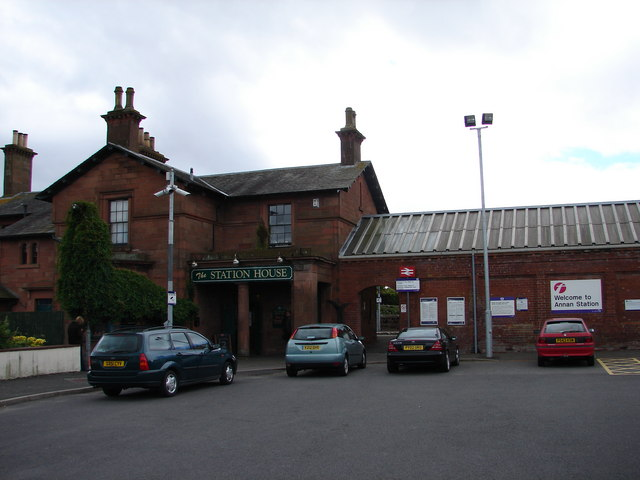